# Lac d'Ágras
Le lac d'Ágras, en grec moderne : Λίμνη Άγρα, est un lac semi-naturel du district régional de Pella en Macédoine-Centrale, Grèce. Il est situé à six kilomètres à l'ouest de la ville d'Édessa, les villages les plus proches sont Ágras, qui donne son nom au lac, Vrytá (el) et Nisí (el). Avec les zones adjacentes, il constitue l'une des plus belles zones humides de Grèce et se compose de canaux, de sources, de roselières et de prairies humides, tout en abritant un grand nombre d'espèces de flore et de faune.
Le lac était autrefois connu sous le nom de tourbière de Nisí (τυρφώνα Νησίου), puis lac artificiel d'Agra. Ces dernières années, il a été désigné par les noms des trois villages construits sur ses rives — lac d'Ágras-Vrytá-Nisí — car son sauvetage et sa préservation ont été un effort collectif des habitants locaux. 
Il s'agit en fait d'un lac artificiel, créé en 1953, pour les besoins de la centrale hydroélectrique, sur le lit de la rivière Edesséos (el), à l'endroit où se trouvait autrefois un marais, connu sous le nom de marais de Tiávos. Jusqu'en 1990, le lac était dépendant de l'eau du lac Vegorítida situé à l'ouest. Aujourd'hui, l'approvisionnement provient des sources de Vrytá, celle de Nisí et des eaux des torrents Muzarém Cháni, Karydiá et Nisí.
Près du lac, sur la route du village de Karydiá (en), se trouve le monument dédié au Capitaine Ágras (Téllos Ágras) et à Antónios Míngas (el), combattants macédoniens, pendus par les soldats bulgares lors des affrontements liés à la rivalité bulgaro-gréco-serbe en Macédoine (1907).